# Arctic Race of Norway 2024
La Arctic Race of Norway 2024, undicesima edizione della corsa e valevole come trentaquattresima prova dell'UCI ProSeries 2024 categoria 2.Pro, si svolse dal 4 al 7 agosto 2024 su un percorso di 646,2 km, con partenza e arrivo a Bodø, in Norvegia. La vittoria fu appannaggio del danese Magnus Cort Nielsen, il quale completò il percorso in 14h59'45", precedendo il francese Clément Champoussin e lo statunitense Kevin Vermaerke.
Sul traguardo di Bodø 101 ciclisti, dei 108 partiti dalla medesima località, portarono a termine la manifestazione.

## Tappe
| Tappa  | Data     | Percorso                | km    | Vincitore di tappa  | Leader cl. generale |
| ------ | -------- | ----------------------- | ----- | ------------------- | ------------------- |
| 1ª     | 4 agosto | Bodø > Rognan           | 155,3 | Alexander Kristoff  | Alexander Kristoff  |
| 2ª     | 5 agosto | Beiarn > Fauske         | 178,1 | Alexander Kristoff  | Alexander Kristoff  |
| 3ª     | 6 agosto | Tverlandet > Sulitjelma | 155,7 | Kamiel Bonneu       | Magnus Cort Nielsen |
| 4ª     | 7 agosto | Glomfjord > Bodø        | 157,1 | Magnus Cort Nielsen | Magnus Cort Nielsen |
| Totale | Totale   | Totale                  | 646,2 |                     |                     |

## Squadre e corridori partecipanti
| N.    | Cod. | Squadra                   |
| ----- | ---- | ------------------------- |
| 1-6   | UXM  | Uno-X Mobility            |
| 11-16 | IPT  | Israel-Premier Tech       |
| 21-26 | AST  | Astana Qazaqstan Team     |
| 31-36 | DFP  | Team DSM-Firmenich PostNL |
| 41-46 | COF  | Cofidis                   |
| 51-56 | ARK  | Arkéa-B&B Hotels          |
| 61-66 | JAY  | Team Jayco AlUla          |
| 71-76 | EKP  | Equipo Kern Pharma        |
| 81-86 | TFB  | Team Flanders-Baloise     |

| N.      | Cod. | Squadra                       |
| ------- | ---- | ----------------------------- |
| 91-96   | TDT  | TDT-Unibet Cycling Team       |
| 101-106 | LTD  | Lotto Dstny                   |
| 111-116 | TEN  | TotalEnergies                 |
| 121-126 | Q36  | Q36.5 Pro Cycling Team        |
| 131-136 | TUD  | Tudor Pro Cycling Team        |
| 141-146 | BWB  | Bingoal WB                    |
| 151-156 | VFG  | VF Group-Bardiani CSF-Faizanè |
| 161-166 | TNN  | Team Novo Nordisk             |
| 171-176 | TCR  | Team Coop-Repsol              |

## Dettagli delle tappe

### 1ª tappa
- 4 agosto: Bodø > Rognan – 155,3 km

Risultati
| Pos. | Corridore          | Squadra | Tempo    |
| ---- | ------------------ | ------- | -------- |
| 1    | Alexander Kristoff | Uno-X   | 3h43'32" |
| 2    | Milan Fretin       | Cofidis | s.t.     |
| 3    | Tom Van Asbroeck   | Israel  | s.t.     |

| Pos. | Corridore          | Squadra | Tempo    |
| ---- | ------------------ | ------- | -------- |
| 1    | Alexander Kristoff | Uno-X   | 3h43'32" |
| 2    | Milan Fretin       | Cofidis | a 4"     |
| 3    | Pascal Eenkhoorn   | Lotto   | s.t.     |

### 2ª tappa
- 5 agosto: Beiarn > Fauske – 178,1 km

Risultati
| Pos. | Corridore           | Squadra | Tempo    |
| ---- | ------------------- | ------- | -------- |
| 1    | Alexander Kristoff  | Uno-X   | 4h05'38" |
| 2    | Tom Van Asbroeck    | Israel  | s.t.     |
| 3    | Magnus Cort Nielsen | Uno-X   | s.t.     |

| Pos. | Corridore           | Squadra | Tempo    |
| ---- | ------------------- | ------- | -------- |
| 1    | Alexander Kristoff  | Uno-X   | 7h48'50" |
| 2    | Tom Van Asbroeck    | Israel  | a 10"    |
| 3    | Magnus Cort Nielsen | Uno-X   | a 13"    |

### 3ª tappa
- 6 agosto: Tverlandet > Sulitjelma – 155,7 km

Risultati
| Pos. | Corridore           | Squadra  | Tempo    |
| ---- | ------------------- | -------- | -------- |
| 1    | Kamiel Bonneu       | Flanders | 3h51'55" |
| 2    | Magnus Cort Nielsen | Uno-X    | a 2"     |
| 3    | Kevin Vermaerke     | DSM      | s.t.     |

| Pos. | Corridore           | Squadra  | Tempo     |
| ---- | ------------------- | -------- | --------- |
| 1    | Magnus Cort Nielsen | Uno-X    | 11h40'54" |
| 2    | Kamiel Bonneu       | Flanders | a 1"      |
| 3    | Kevin Vermaerke     | DSM      | a 7"      |

### 4ª tappa
- 7 agosto: Glomfjord > Bodø – 157,1 km

Risultati
| Pos. | Corridore           | Squadra | Tempo    |
| ---- | ------------------- | ------- | -------- |
| 1    | Magnus Cort Nielsen | Uno-X   | 3h19'01" |
| 2    | C. Champoussin      | Arkéa   | s.t.     |
| 3    | Fabio Christen      | Q36.5   | a 2"     |

| Pos. | Corridore           | Squadra | Tempo     |
| ---- | ------------------- | ------- | --------- |
| 1    | Magnus Cort Nielsen | Uno-X   | 14h59'45" |
| 2    | C. Champoussin      | Arkéa   | a 17"     |
| 3    | Kevin Vermaerke     | DSM     | a 19"     |

## Evoluzione delle classifiche
| Tappa              | Vincitore           | Classifica generale Maglia del sole di mezzanotte | Classifica a punti Maglia azzurra | Classifica scalatori Maglia pavone | Classifica giovani Maglia bianca e rossa | Classifica a squadre Numero giallo | Premio combattività Numero rosso |
| ------------------ | ------------------- | ------------------------------------------------- | --------------------------------- | ---------------------------------- | ---------------------------------------- | ---------------------------------- | -------------------------------- |
| 1ª                 | Alexander Kristoff  | Alexander Kristoff                                | Alexander Kristoff                | Jelle Johannink                    | Milan Fretin                             | Uno-X Mobility                     | Eivind Fougner                   |
| 2ª                 | Alexander Kristoff  | Alexander Kristoff                                | Alexander Kristoff                | Jelle Johannink                    | Mauro Schmid                             | Uno-X Mobility                     | Simon Pellaud                    |
| 3ª                 | Kamiel Bonneu       | Magnus Cort Nielsen                               | Alexander Kristoff                | Jelle Johannink                    | Kamiel Bonneu                            | Israel-Premier Tech                | non assegnato                    |
| 4ª                 | Magnus Cort Nielsen | Magnus Cort Nielsen                               | Magnus Cort Nielsen               | Jelle Johannink                    | Kevin Vermaerke                          | Team Jayco AlUla                   | Jonas Gregaard                   |
| Classifiche finali | Classifiche finali  | Magnus Cort Nielsen                               | Magnus Cort Nielsen               | Jelle Johannink                    | Kevin Vermaerke                          | Team Jayco AlUla                   | Jonas Gregaard                   |

Maglie indossate da altri ciclisti in caso di due o più maglie vinte
- Nella 2ª e 3ª tappa Tom Van Asbroeck ha indossato la maglia azzurra al posto di Alexander Kristoff.

## Classifiche finali

### Classifica generale - Maglia del sole di mezzanotte
| Pos. | Corridore        | Squadra  | Tempo     |
| ---- | ---------------- | -------- | --------- |
| 1    | Magnus Cort      | Uno-X    | 14h59'45" |
| 2    | C. Champoussin   | Arkéa    | a 17"     |
| 3    | Kevin Vermaerke  | DSM      | a 19"     |
| 4    | Mauro Schmid     | Jayco    | a 20"     |
| 5    | Fabio Christen   | Q36.5    | a 21"     |
| 6    | Kamiel Bonneu    | Flanders | a 22"     |
| 7    | Jenno Berckmoes  | Lotto    | a 30"     |
| 8    | Lander Loockx    | TDT      | a 31"     |
| 9    | Floris De Tier   | Bingoal  | s.t.      |
| 10   | Joseph Blackmore | Israel   | a 34"     |

### Classifica a punti - Maglia azzurra
| Pos. | Corridore          | Squadra | Punti |
| ---- | ------------------ | ------- | ----- |
| 1    | Magnus Cort        | Uno-X   | 43    |
| 2    | Alexander Kristoff | Uno-X   | 30    |
| 3    | Tom Van Asbroeck   | Israel  | 21    |
| 4    | C. Champoussin     | Arkéa   | 18    |
| 5    | Fabio Christen     | Q36.5   | 17    |

### Classifica scalatori - Maglia pavone
| Pos. | Corridore           | Squadra  | Punti |
| ---- | ------------------- | -------- | ----- |
| 1    | Jelle Johannink     | TDT      | 40    |
| 2    | Magnus Cort Nielsen | Uno-X    | 20    |
| 3    | Kamiel Bonneu       | Flanders | 16    |
| 4    | Simon Pellaud       | Tudor    | 13    |
| 5    | Logan Currie        | Lotto    | 9     |

### Classifica giovani - Maglia bianca e rossa
| Pos. | Corridore       | Squadra  | Tempo     |
| ---- | --------------- | -------- | --------- |
| 1    | Kevin Vermaerke | DSM      | 15h00'04" |
| 2    | Mauro Schmid    | Jayco    | a 1"      |
| 3    | Fabio Christen  | Q36.5    | a 2"      |
| 4    | Kamiel Bonneu   | Flanders | a 3"      |
| 5    | Jenno Berckmoes | Lotto    | a 11"     |

### Classifica a squadre
| Pos. | Squadra                | Tempo     |
| ---- | ---------------------- | --------- |
| 1    | Team Jayco AlUla       | 45h01'17" |
| 2    | Cofidis                | a 19"     |
| 3    | Israel-Premier Tech    | a 57"     |
| 4    | Q36.5 Pro Cycling Team | a 1'34"   |
| 5    | Lotto Dstny            | a 1'57"   |